# 科克斯巴扎爾
科克斯巴扎爾是孟加拉國東南部吉大港專區濱海的一座城市，位於吉大港市南部150公里，為一座漁港，以世界上最長的天然沙灘（120公里）聞名。科克斯巴扎爾的別稱為Panowa，意為黃色的花朵。
科克斯巴扎爾得名自曾在此地擔任專員的英國東印度公司官員海勒姆·考克斯，他任內曾處理此地的若開人難民問題。1799年考克斯逝世，為紀念他對難民安置工作的貢獻，此地一座市場以他為名，稱為科克斯市場（Cox's Bazar）。印度次大陸許多英國殖民時代的地名都隨著殖民時代的結束而被更改，科克斯巴扎爾是少數仍留下的地名。
科克斯巴扎爾是孟加拉熱門的旅遊城市之一。2013年，孟加拉國在此地設立了旅遊警察，以保障觀光客的權益，並保護觀光景點的自然生態。